# Chutes Boyoma
Les chutes Boyoma, appelées par lors de la colonisation du nom de Stanley Falls, chutes Stanley ou chutes Ngaliema, consistent en une suite de sept cataractes se succédant sur plus de 100 km sur la Lualaba depuis Ubundu jusqu'à Kisangani (anciennement Stanleyville) en province de la Tshopo de la république démocratique du Congo. C'est en aval de ces chutes que la Lualaba prend le nom de Congo.
Elles prirent le nom de l'explorateur Henry Morton Stanley qui mit plus de trois semaines à les franchir en 1877.
Ces chutes ont l'un des débits les plus importants au monde, avec plus de 17 000 m3/s, avec un dénivelé total de 60 mètres.

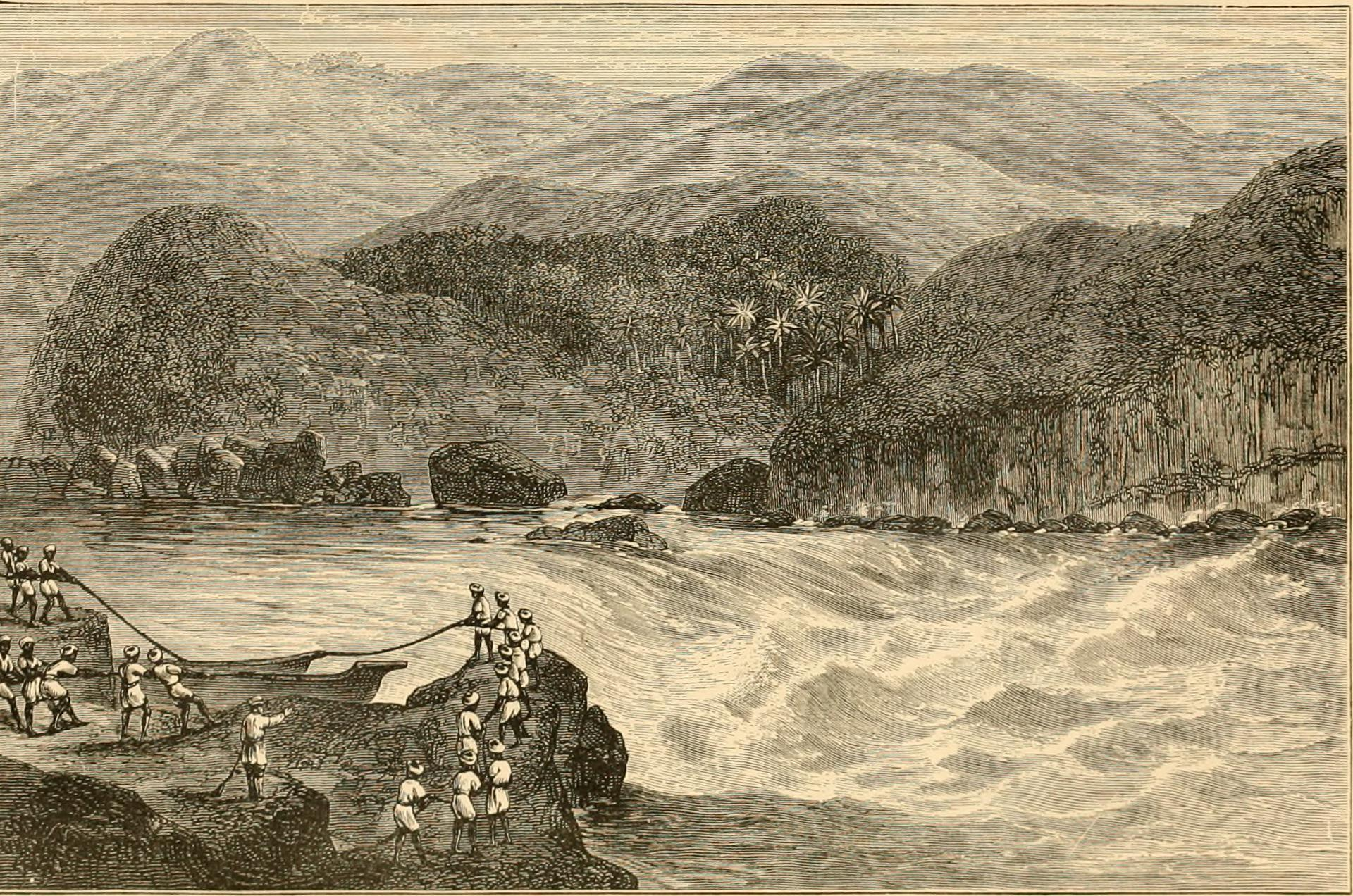
Gravure d'une cataracte des chutes Stanley, 1899 ;
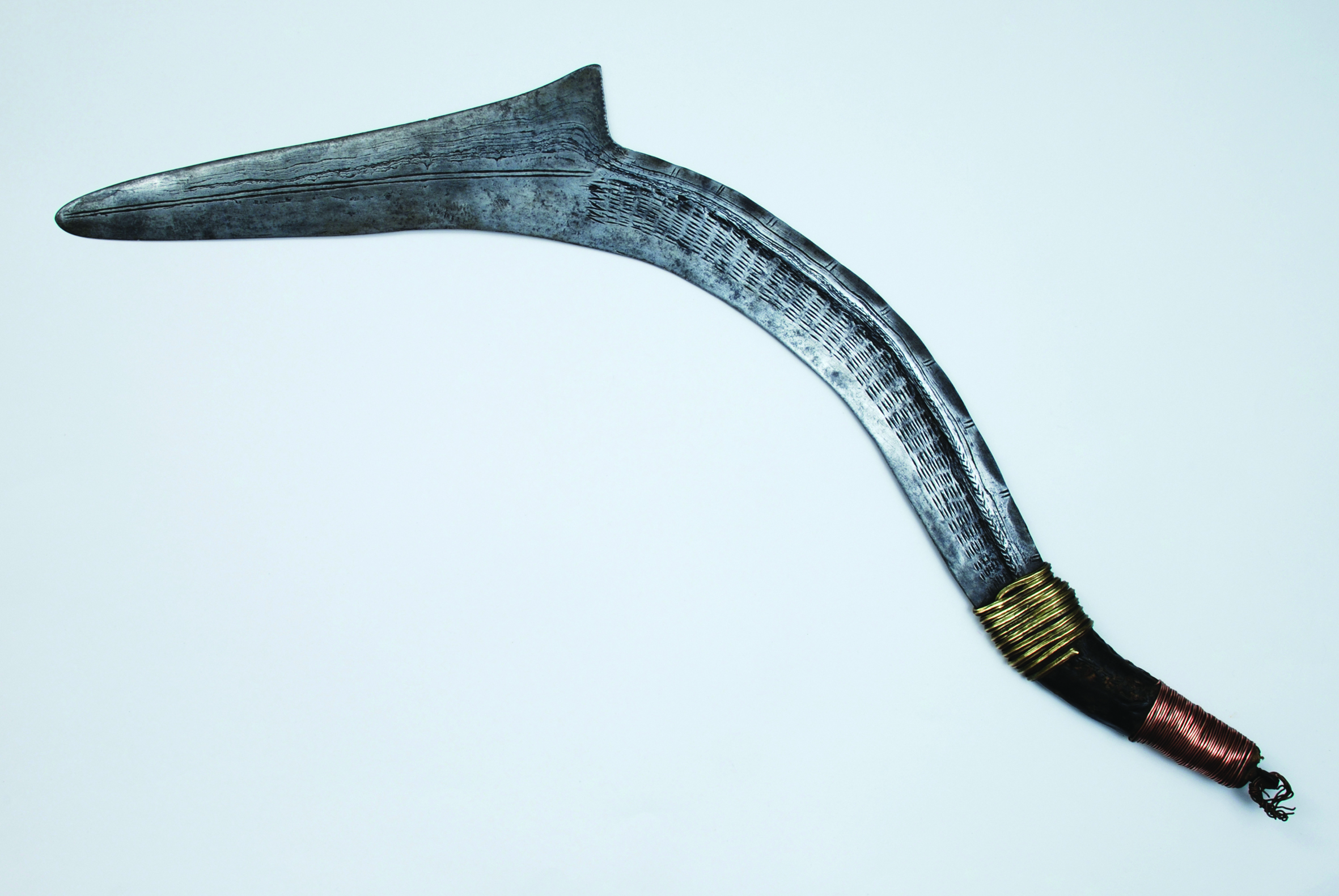
Faucille retrouvée près des chutes, Musée de Voïvodine (Serbie)

La septième et dernière cataracte est nommée chute Wagenia du nom de la communauté  de pêcheurs locaux.
Les Wagenia pratiquent sur le fleuve une technique de pêche ancestrale et unique au monde.

Un système d'échafaudages en bois ancrés dans des trous creusés dans la roche par le cours d'eau permet d'accrocher au moyen de lianes de grandes nasses coniques immergées dans le fleuve. C'est avec une remarquable agilité que les pêcheurs entretiennent le dispositif  et recueillent le fruit de leur pêche dans ces nasses.

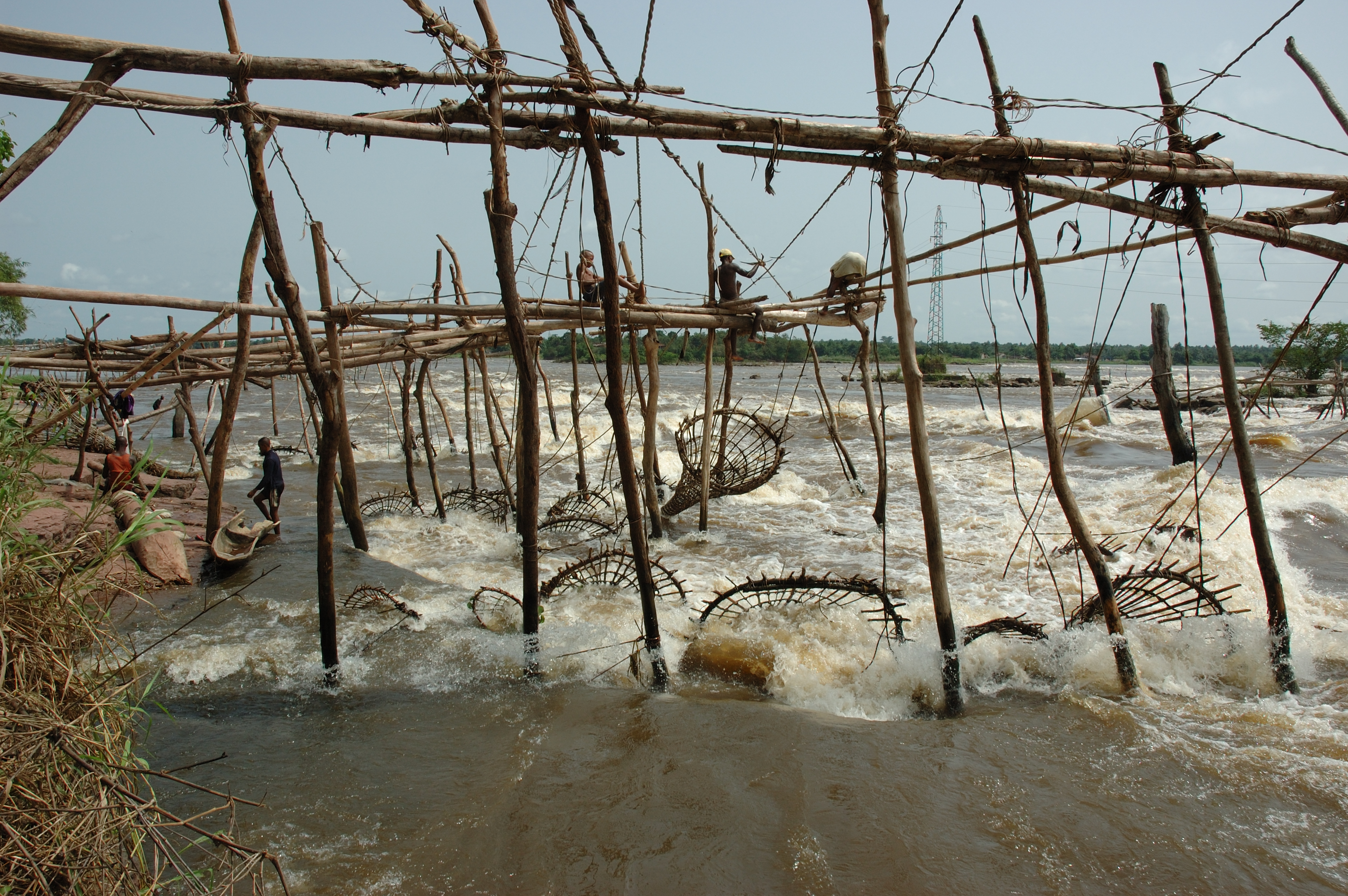
Pêcherie dans les rapides